# Europe beyond division
Europe beyond division e. V. (kurz: beyond; bis Juli 2016: Junge Piraten e. V.) ist ein deutscher politischer Verein mit Sitz in Berlin, der bis Juli 2016 die Jugendorganisation der Piratenpartei Deutschland war. Im Jahre 2017 kamen die öffentlich wahrnehmbaren Aktivitäten von Europe beyond division zum Erliegen. Zum 1. Dezember 2021 rief der Vorstand zu einer Mitgliederversammlung auf, um den Verein aufzulösen. Der Verein wird im Vereinsregister allerdings weiterhin als bestehend geführt.
Der Verein änderte auf einer Mitgliederversammlung im Jahr 2015 seinen Namen „in der Außenkommunikation“ von Junge Piraten auf Junge Pirat*innen. Am 30. Juli 2016 beschloss die Bundesmitgliederversammlung die Trennung von der Piratenpartei und eine Namensänderung in europe beyond division. Der Vorsitzende der Piratenpartei, Stefan Körner, kündigte umgehend an, dass die Partei eine neue Jugendorganisation gründen werde. Dies geschah schließlich am 27. August 2016 auf einem Bundesparteitag der Piratenpartei Deutschland mit der Neugründung der Jungen Piraten. Der Bundesparteitag beschloss schließlich auch die Aberkennung des Status Jugendorganisation der Partei und vollendete damit den Abgrenzungsprozess des Vereins.
Die Mitgliedschaft bei den Jungen Piraten war unabhängig von der Mutterpartei. Die Jungen Piraten waren durch Martin Delius und Heiko Herberg im Abgeordnetenhaus von Berlin, Jasmin Maurer im Saarländischen Landtag sowie Torge Schmidt und Sven Krumbeck im Schleswig-Holsteinischen Landtag in drei Landesparlamenten mit insgesamt sechs Abgeordneten vertreten.

## Themen
Die Programmatik von europe beyond division richtet sich weitgehend nach der der Piratenpartei. Themen sind dabei etwa Überwachung, Datenschutz und Privatsphäre sowie Urheberrecht. Im Gegensatz zur Piratenpartei legt europe beyond division noch einen gesonderten Fokus auf jugendspezifische Themen wie Jugendschutz, Computerspiele und freie Internetkultur.

### Datenschutz
Mit der Aktion Hol dir deine Daten zurück (kurz HDDDZ) rief die Organisation, noch mit dem Namen Junge Piraten, Jugendliche zu mehr Vorsicht im Umgang mit persönlichen Daten auf. Sie wollen aufzeigen, welche Probleme beispielsweise aufgrund von Data-Mining bei der unüberlegten Weitergabe von privaten Daten in sozialen Netzwerken auftreten können, und den richtigen Umgang mit diesen Netzwerken lehren. Die Aktion bietet jedoch nicht nur Informationen für Jugendliche, sondern auch für Eltern.
Es gibt beispielsweise einen „Beipackzettel zu sozialen Netzwerken“, der einige problematische Punkte beleuchtet, sowie „schlechte Beispiele“ für den Umgang mit persönlichen Daten. Außerdem gibt es eine kleine Sammlung fiktiver Nachrichten von verschiedenen Personen, Ämtern und Firmen. Diese kritisieren in entlarvender Weise Menschen für ihr Verhalten. Sie enden mit der Frage „Woher ich das weiß? In deinem Profil steht alles zu dir“ oder einer ähnlichen Formulierung. Diese konstruierten Fake-News kommen sowohl im Netz als auch auf Flyern zum Einsatz.
Mehrere Medien berichteten bereits über HDDDZ, darunter Yahoo News und das ZDF-Morgenmagazin.

### Jugendschutz
Auf der Bundesmitgliederversammlung im Oktober 2010 haben die Jungen Piraten zudem einen Forderungskatalog zum Thema Jugendschutz in Medien beschlossen. Er betrifft insbesondere Filme und Videospiele und wurde zum Teil auch von der Piratenpartei übernommen. Die Forderungen umfassen unter anderem die Abschaffung der Bundesprüfstelle für jugendgefährdende Medien, das Ersetzen der Unterhaltungssoftware Selbstkontrolle durch Pan European Game Information und die strikte Freiwilligkeit von Altersfreigaben.

### Diskussion um Diskriminierung in der Piratenpartei
Am 6. April 2012 kritisierte die Organisation in einem offenen Brief Rassismus und Sexismus in der Piratenpartei. Sie kritisierten insbesondere, dass viele Mitglieder der Piraten mit Verweis auf die Meinungsfreiheit Diskriminierungen dulden würden. Angestoßen durch den Brief ist ein heftiger Streit innerhalb der Partei entbrannt. Die Piratenpartei wies die Vorwürfe zurück. Ein Sprecher sagte, es gebe in jeder Partei zehn Prozent Idioten.

## Struktur

### Piratenpartei

Altes Logo der Organisation mit dem Namen „Junge Piraten“

Die Jungen Piraten haben sich am 18. April 2009 in Wiesbaden gegründet, waren aber noch nicht offizielle Jugendorganisation der Piratenpartei, da eine offizielle Anerkennung nur durch diese selbst geschehen kann. Auf dem Bundesparteitag der Piratenpartei Deutschland vom 15. bis 16. Mai 2010 in Bingen am Rhein wurden die Jungen Piraten nahezu einstimmig zur offiziellen Jugendorganisation derselben erklärt. Von der Mutterpartei trennten sie sich jedoch am 30. Juli 2016 auf einer Bundesmitgliederversammlung und änderten ihren Namen in europe beyond division e. V.

### Mitgliedschaft
Eine Mitgliedschaft bei europe beyond division ist ohne Altersuntergrenze bis zum vollendeten 30. Lebensjahr möglich. Ehrenmitglieder können auch über diese Grenze hinaus Mitglied sein. Außerdem besteht für Personen über 30 sowie für Unternehmen die Möglichkeit einer Fördermitgliedschaft. Fördermitglieder unterstützen den Verein mit einem Beitrag von mindestens 12 Euro jährlich. Der reguläre jährliche Mindestbeitrag ordentlicher Mitglieder beträgt gemäß Beitragsordnung ebenfalls 12 Euro; Ehrenmitglieder müssen keinen Mitgliedsbeitrag zahlen.

### Vorstand
Der erste Vorstand wurde auf der Gründungsversammlung am 19. September 2009 gewählt. Erster Vorstandsvorsitzender der Organisation wurde der damals erst 15 Jahre alte Carmelito Bauer aus Wiesbaden. Seitdem wird der Vorstand jährlich auf der Bundesmitgliederversammlung von den anwesenden Mitgliedern gewählt. Per Satzungsänderung wurde der Aufbau des Vorstandes geändert. Er bestand nun aus sieben Mitgliedern, Vorstandsvorsitzendem und Stellvertreter, Generalsekretär, Schatzmeister sowie drei Beisitzern.
Am 5. November 2009 trat der Vorstandsvorsitzende Joshua Brück aus persönlichen Gründen zurück. Heiko Herberg wurde zum neuen kommissarischen Vorstandsvorsitzenden gewählt.
Schließlich trat am 10. August 2010 der kommissarische Vorstandsvorsitzende Heiko Herberg zurück. Auf der außerordentlichen Vorstandssitzung vom 13. August 2010 wurde Felix Reda (bei eigener Enthaltung) einstimmig zum neuen kommissarischen Vorstandsvorsitzenden gewählt.
Auf der Bundesmitgliederversammlung im Februar 2013 wurde ein neuer Vorstand, bestehend aus einem Vorsitzendem, zwei stellvertretenden Vorsitzenden, einem Schatzmeister, einem Schriftführer sowie zwei Beisitzern, gewählt.
Die Struktur des Vorstandes wurde auf der Bundesmitgliederversammlung vom 14. bis 16. März 2014 geändert. Statt einem Vorstand werden die Jungen Piraten bzw. europe beyond division seitdem von einem Sprecher*innenrat, bestehend aus einer nicht in der Satzung festgelegten Anzahl an Sprechern, repräsentiert und von einem Verwaltungsrat, der aus einem Schatzmeister und einem Generalsekretär besteht, verwaltet.
Auf einer Bundesmitgliederversammlung am 9. August 2014 wurde der bestehende Sprecher*innenrat, nach dem Rücktritt von Norbert Hense, um zwei Sprecher ergänzt.
| Jahr                                  | Vorsitzender                                      | Stellvertretender Vorsitzender                                                                                              | Stellvertretender Vorsitzender                                                                                              | Schatzmeister      | Schriftführer (vor Oktober 2010: Generalsekretär)                           | Beisitzer                                                                                             | Beisitzer                                                                                             | Beisitzer                                                                                             | Wahl                    |
| ------------------------------------- | ------------------------------------------------- | --- | --- | ------------------ | --------------------------------------------------------------------------- | --- | --- | --- | ----------------------- |
| 2009                                  | Carmelito Bauer                                   | Helmut Pozimski | Helmut Pozimski | Andreas Schieberle | Waldemar Nebolsin                                                           | | | | 18. April 2009          |
| 2009/10                               | Joshua Brück (zurückgetreten am 5. November 2009) | Heiko Herberg (Ernannt zum kommissarischen Vorsitzenden am 9. November 2009, zurückgetreten am 10. August 2010).            | Heiko Herberg (Ernannt zum kommissarischen Vorsitzenden am 9. November 2009, zurückgetreten am 10. August 2010).            | Andreas Schieberle | Waldemar Nebolsin                                                           | Felix Reda (Ernannt zum kommissarischen Vorsitzenden am 13. August 2010), Felix Pöge, Manuel Glossner | Felix Reda (Ernannt zum kommissarischen Vorsitzenden am 13. August 2010), Felix Pöge, Manuel Glossner | Felix Reda (Ernannt zum kommissarischen Vorsitzenden am 13. August 2010), Felix Pöge, Manuel Glossner | 19. September 2009      |
| 2010/11                               | Felix Reda                                        | Susanne Graf | Susanne Graf | Jan Zaeske         | Philipp Thelen                                                              | Christina König, Andreas Schieberle, Leo Bellersen                                                    | Christina König, Andreas Schieberle, Leo Bellersen                                                    | Christina König, Andreas Schieberle, Leo Bellersen                                                    | 9. Oktober 2010         |
| 2011/12                               | Felix Reda                                        | Susanne Graf | Susanne Graf | Jan Zaeske         | Philipp Thelen                                                              | Christina König, Patrick Rauscher, Leo Bellersen                                                      | Christina König, Patrick Rauscher, Leo Bellersen                                                      | Christina König, Patrick Rauscher, Leo Bellersen                                                      | 12. Februar 2011        |
| 2012/13                               | Florian Zumkeller-Quast                           | Paul Meyer-Dunker | Paul Meyer-Dunker | Benjamin Pampel    | Patrick Rauscher                                                            | Christina König, Lukas Martini, Alexander Schilling                                                   | Christina König, Lukas Martini, Alexander Schilling                                                   | Christina König, Lukas Martini, Alexander Schilling                                                   | 28. und 29. Januar 2012 |
| 2013/14                               | Florian Zumkeller-Quast                           | Paul Meyer-Dunker (am 27. April 2013 zurückgetreten), Claudia Jonda & Norbert Hense                                         | Paul Meyer-Dunker (am 27. April 2013 zurückgetreten), Claudia Jonda & Norbert Hense                                         | Patrick Rauscher   | Sören Siegismund-Poschmann (am 27. Juli 2013 zurückgetreten), Leo Bellersen | Lukas Martini, Chiara Tummeley                                                                        | Lukas Martini, Chiara Tummeley                                                                        | Lukas Martini, Chiara Tummeley                                                                        | 9. und 10. Februar 2013 |
| Jahr                                  |                                                   | Sprecher | Sprecher | Schatzmeister      | Generalsekretär                                                             | | | | Wahl                    |
| 2014/15                               |                                                   | Jasna Strick, Lara Pzenny, Rob Wessel, Norbert Hense (bis 24. Juni 2014), Janina Weiß und Samuel Wagner (ab 9. August 2014) | Jasna Strick, Lara Pzenny, Rob Wessel, Norbert Hense (bis 24. Juni 2014), Janina Weiß und Samuel Wagner (ab 9. August 2014) | Patrick Rauscher   | Leo Bellersen                                                               | | | | 15. März 2014           |
| 2015/16                               |                                                   | Eliška Bertelsmann, Bennet Dörmann, Janina Weiß, Jessica Geißler, Ronja Hollstein                                           | Eliška Bertelsmann, Bennet Dörmann, Janina Weiß, Jessica Geißler, Ronja Hollstein                                           | Simon Marquardt    | Leo Bellersen                                                               | | | | 14. März 2015           |
| Umbenennung in europe beyond division |                                                   | | |                    |                                                                             | | | |                         |
| Jahr                                  |                                                   | Sprecher | Sprecher | Schatzmeister      | Generalsekretär                                                             | | | | Wahl                    |
| 2016/17                               |                                                   | Jessica Geißler, Emma Breuer, Lukas Martini                                                                                 | Jessica Geißler, Emma Breuer, Lukas Martini                                                                                 | Simon Marquardt    | Leo Bellersen                                                               | | | | 31. Juli 2016           |

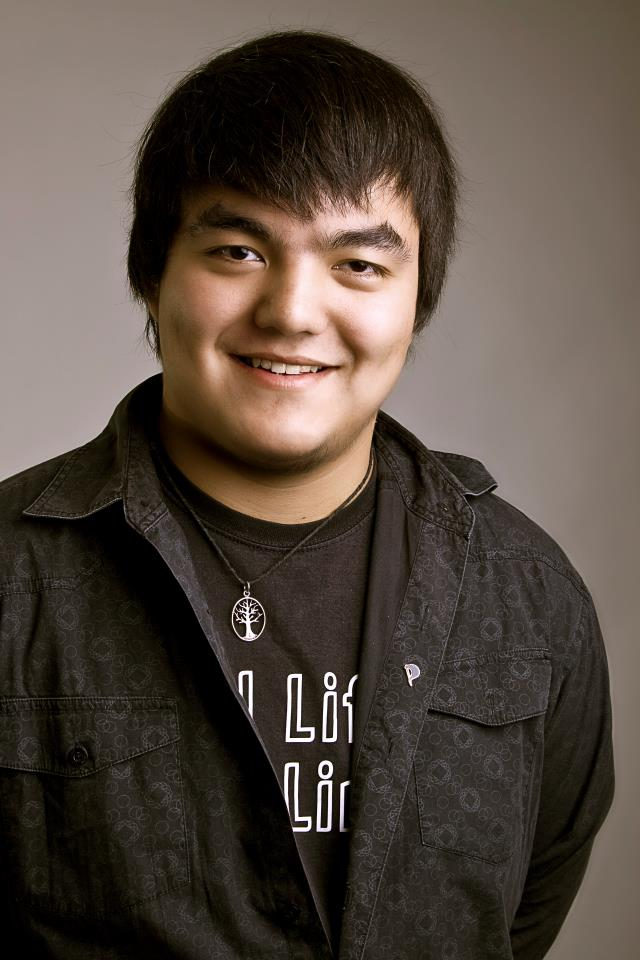
Carmelito Bauer (2011), Gründungsvorsitzender 2009
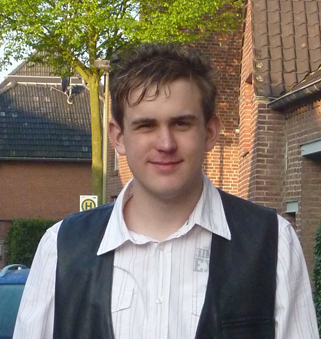
Joshua Brück, Bundesvorsitzender 2009
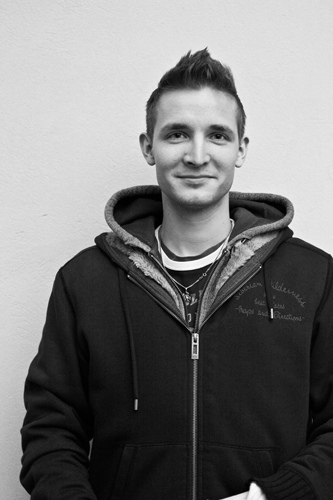
Heiko Herberg (2011), Kommissarischer Bundesvorsitzender 2009–2010
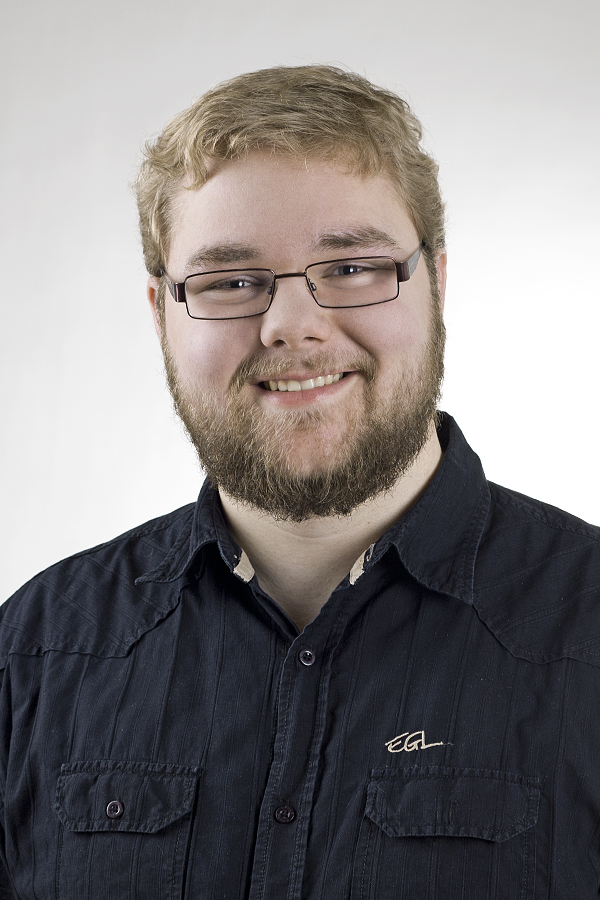
Florian Zumkeller-Quast (2011), Bundesvorsitzender 2012–2014

### Arbeitsgemeinschaften
Arbeitsgemeinschaften waren die kleinste Gliederung des Vereins. Sie beschäftigten sich hauptsächlich mit organisatorischen und programmatischen Themen. Durch die Verteilung der Mitglieder über ganz Deutschland fanden Treffen der Arbeitsgemeinschaften hauptsächlich im Internet statt. Arbeitsgemeinschaften wurden mit dem Vorstandsbeschluss zur Neustrukturierung des Arbeits- und Arbeitsgemeinschaftswesen abgeschafft, da sie ein „suboptimaler Weg“ seien, der die „freie Entfaltung von Ideen“ behindere.

## Internationale Zusammenarbeit
Europe beyond division sind beobachtendes Mitglied des internationalen Piratenparteienverbunds Pirate Parties International. Weiterhin sind sie Gründungsmitglied des europäischen Verbandes der Piratenpartei-Jugendorganisationen Young Pirates of Europe.